# Petropedetes cameronensis
Petropedetes cameronensis és una espècie de granota que viu a Camerun, Guinea Equatorial i Nigèria.
Està amenaçada d'extinció per la pèrdua del seu hàbitat natural.